# Kisho Kurokawa
Kisho Kurokawa (ja. 黒川 紀章), född 8 april 1934 i Nagoya, död 12 oktober 2007 i Tokyo, var en japansk arkitekt och skribent.
Kurokawa började sin utbildning i Kyoto för att sedan flytta till Tokyos universitet 1960 för att kunna arbeta tillsammans med Kenzo Tange. Han är känd som en av grundarna av metaboliströrelsen på 1960-talet och var starkt påverkad av buddhistisk filosofi. Kurokawa har bland annat ritat den berömda Nakagin Capsule Tower i Tokyo.

## Galleri
Ett urval av Kurokawas verk.

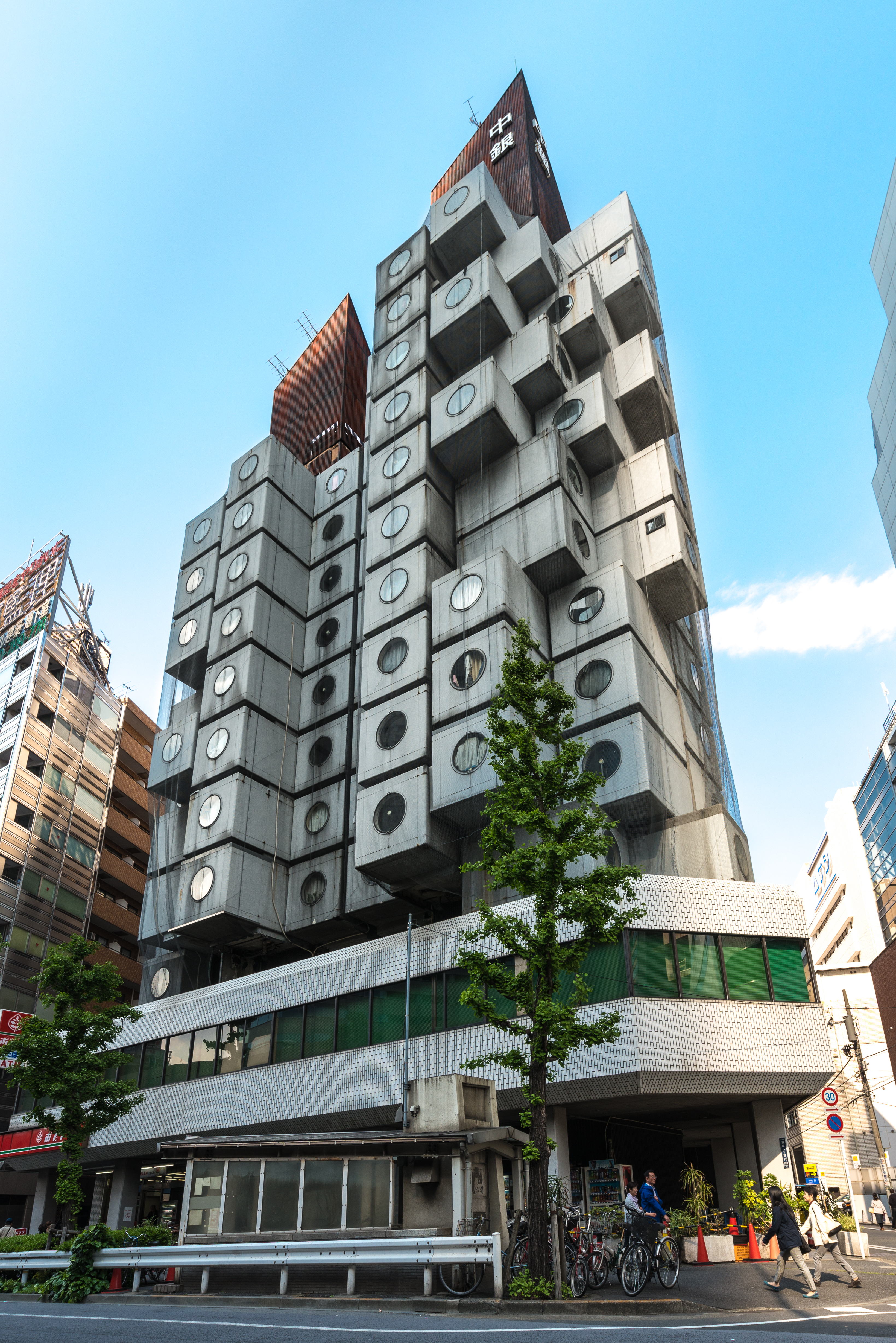
Nakagin Capsule Tower.
Moderna konstmuseet i Wakayama.
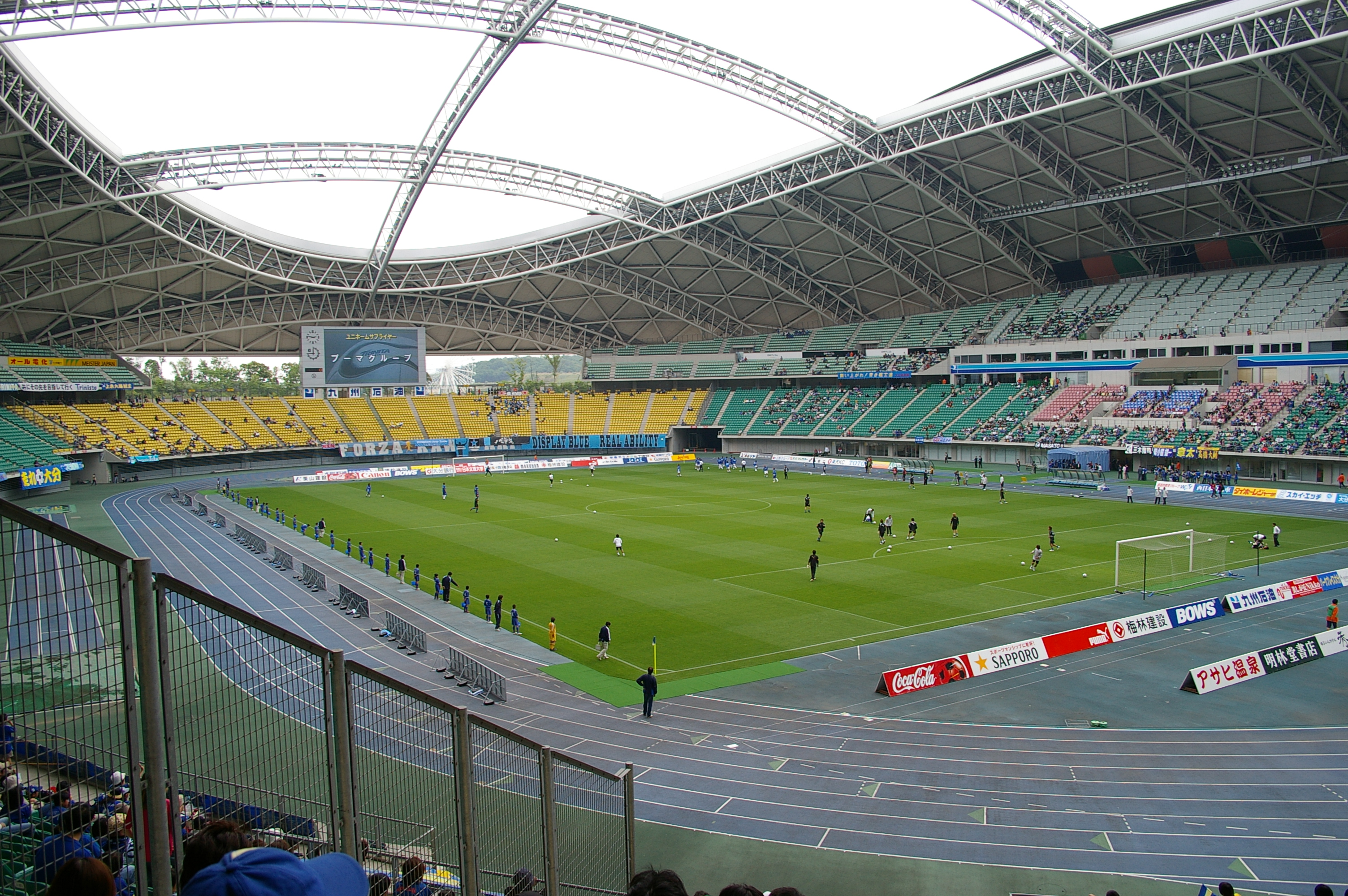
Ōita-stadion